# Актасты (Хромтауский район)
Актасты (каз. Ақтасты) — село в Хромтауском районе Актюбинской области Казахстана. Входит в состав Тасоткельского сельского округа. Код КАТО — 156053300.

## Население
В 1999 году население села составляло 255 человек (133 мужчины и 122 женщины). По данным переписи 2009 года, в селе проживало 145 человек (69 мужчин и 76 женщин).